# ماداکومبورا
ماداکومبورا (به لاتین: Madakumbura) یک منطقهٔ مسکونی در سری‌لانکا است که در استان جنوبی (سری‌لانکا) واقع شده‌است.